# Richie James
Richard Rhondel James Jr. (Sarasota, Florida, 5 de septiembre de 1995) más conocido como Richie James, es un jugador profesional estadounidense de fútbol americano que se desempeña en la posición de wide receiver en Kansas City Chiefs, equipo de la National Football League (NFL).

## Carrera
Fue seleccionado en la séptima ronda en la Reunión Anual de Selección de Jugadores de la NFL de 2018. Hizo su debut profesional con el equipo San Francisco 49ers, en el cual jugó cuatro temporadas (2018-2022), después pasó a New York Giants (2022-2023), luego a Kansas City Chiefs, donde lleva jugando una temporada.